# Kees Kist
Kees Kist (født 7. august 1952 i Steenwijk, Holland) er en hollandsk tidligere fodboldspiller, der spillede som angriber. Han var på klubplan tilknyttet SC Heerenveen og AZ Alkmaar i hjemlandet, samt franske Paris St. Germain og FC Mulhouse. Hos AZ blev han to gange, i 1979 og 1980 topscorer i Æresdivisionen, og vandt i 1979 samtidig Den Europæiske Gyldne Støvle, som den bedste målscorer i europæisk fodbold.
Kist spillede 21 kampe og scorede fire mål for Hollands landshold. Han var med til at vinde bronze ved EM i 1976, og deltog også ved EM i 1980.